# Urmas Sisask

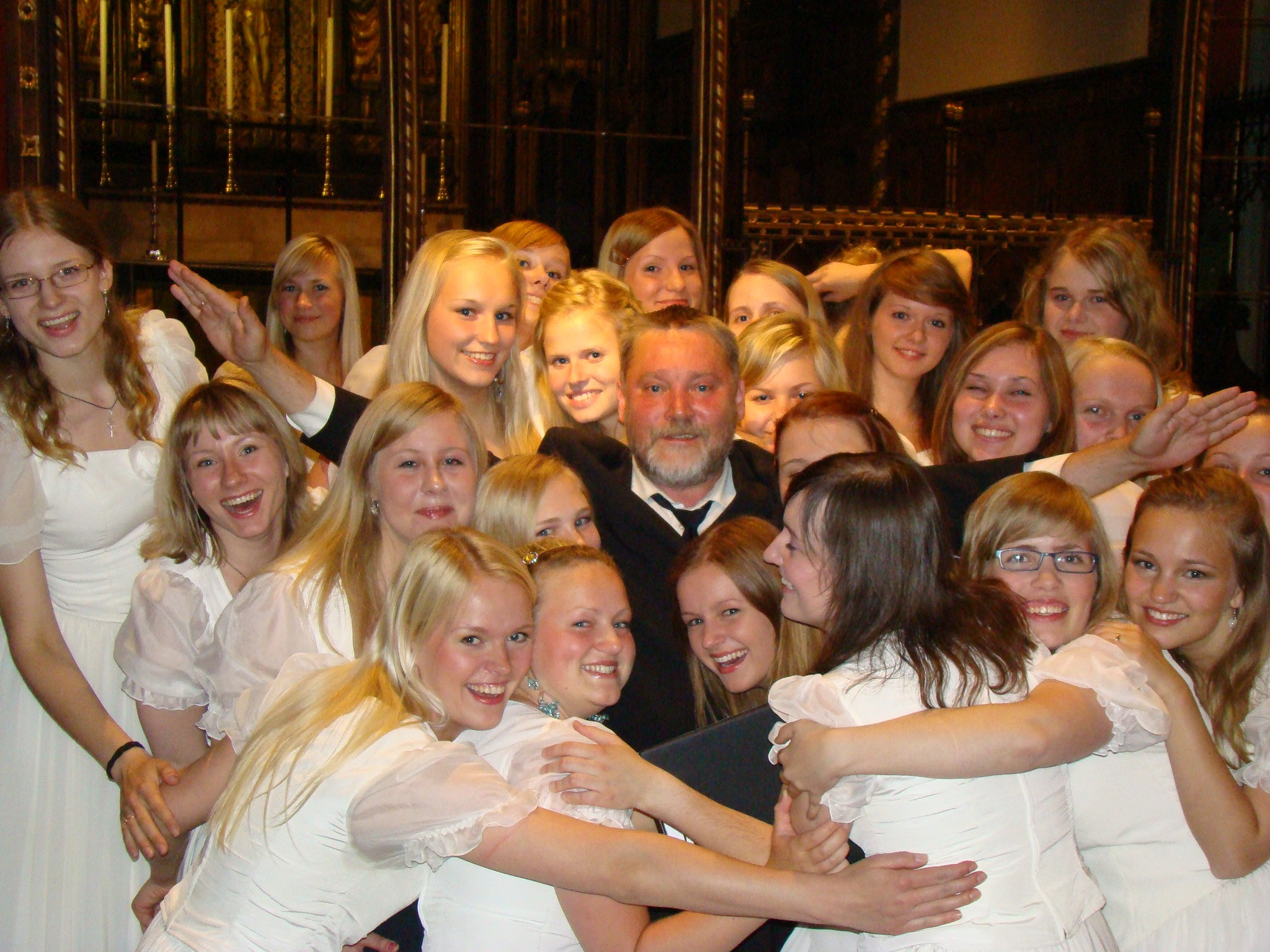
Urmas Sisask (Bildmitte) mit dem Mädchenchor des Estnischen Fernsehens, 2008

Urmas Sisask (* 9. September 1960 in Rapla; † 17. Dezember 2022) war ein estnischer Komponist und Musiker.

## Leben
Sisask begann 1969 mit Klavierunterricht. Er studierte bis 1985 Komposition bei René Eespere, Anatoli Garšnek und Mati Kuulberg an der Estnischen Musikakademie in Tallinn. Besonders beschäftigte sich Urmas Sisask mit gregorianischem Gesang und der Barockmusik. Er war einer der bekanntesten Komponisten Estlands. Urmas Sisask war auch der Bruder der estnischen Sängerin und Politikerin Siiri Sisask (* 1968). 2001 wurde er mit dem Orden des weißen Sterns 4. Klasse (Offizierskreuz) ausgezeichnet.

## Werk
Urmas Sisask pflegte einen eklektischen Stil. Einen Großteil seiner Inspiration bezog er aus der Astronomie. Die „kosmische Harmonie“ war ein wiederkehrendes Thema, zu der er eine eigene Tonleiter entwickelte. Sein Kompositions- und Aufführungsstudio befand sich in einem 1994 eingerichteten Sternenturm im historischen Gutshaus von Jäneda.
Ein Großteil seines Werks besteht aus Stücken für gemischte A-cappella-Chöre. Daneben komponierte Urmas Sisask unter anderem für Orchester, Klavier und Klarinette. Der bekennende Katholik hat auch zahlreiche geistliche Werke geschaffen.

## Werke (Auswahl)
- Der Sternenhimmel für Klavier (estnisch: Tähistaeva tsükkel) (1980–1987)
- Gloria Patri (1988)
- Plejaden (Plejaadid) (1989)
- Milchstraße (Linnutee galaktika) (1990)
- Andromeda (Andromeda galaktika) (1991)
- Weihnachtsoratorium (Jõuluoratoorium) (1992)
- Magnificat
- Missa Nr. 1
- Symbiotische Sinfonie (Sümbiootiline Sümfoonia)
- Komet Hyakutake für Zupforchester (1996)
- Ave Sol
- Missa Nr. 3 op. 36: Estnische Messe (Eesti missa)
- Missa Nr. 4 op. 46: Weihnachtsmesse (Joulumissa)
- Polaris, Sinfonie für zwei Klaviere und Orchester (Pohjanael)
- Veni Sancte Spiritus
- Benedictio (1991)
- Die spirale Symphonie op. 68 (1998)